# Horizon City

Horizon City est une ville située au centre du comté d'El Paso et au sud-est de la ville d'El Paso, au Texas, aux États-Unis,.

## Démographie
Lors du recensement de 2010, la ville comptait une population de 16 735 habitants. Elle est également estimée, en 2018, à 19 741 habitants.

### Source de la traduction
- (en) Cet article est partiellement ou en totalité issu de l’article de Wikipédia en anglais intitulé « Horizon City, Texas » (voir la liste des auteurs).